# Sistema de zonas (fotografia)
O Sistema de Zonas é uma técnica fotográfica para determinar a exposição ideal de filme fotográfico e seu processamento, formulado por Ansel Adams e Fred Archer em 1941. O sistema de zonas possibilita que o fotógrafo possa usar um método sistemático de definir com precisão a relação entre a forma como visualiza o assunto a ser fotografado e o resultado final. Embora o sistema tenha originado com chapas de filme preto e branco, o sistema de zonas também funciona com rolo, tanto em preto e branco como em cor, negativo e diapositivo e fotografia digital.